# Ignition (gra komputerowa)
Ignition (w Niemczech jako Bleifuss Fun) – gra komputerowa stworzona przez Unique Development Studios w 1997. Jest to typowa wyścigówka polegająca na dojechaniu do mety przed przeciwnikami. Charakterystycznym elementem dla tej „wyścigówki” jest tzw. doładowanie, którego można użyć po upływie kilku sekund. Dostępnych jest siedem różnych tras, na których spotkamy przeszkody w postaci pociągów, traktorów czy samolotów. Do dyspozycji jest jedenaście samochodów.

## Rodzaje rozgrywek
Gracz ma do wyboru następujące rodzaje rozgrywek:
- gra jednoosobowa
  - mistrzostwa (Championship),
  - pojedynczy wyścig (Single race),
  - Wyścig z czasem (Time Trial),
  - Pościg (Pursue Mode),
- gra wieloosobowa
  - gra na podzielonym ekranie (split screen),
  - gra sieciowa.